# Narcisse Fournier
Pour les articles homonymes, voir Fournier.
Louis Pierre Narcisse Fournier, né le 24 novembre 1803 (2 frimaire an XII) dans l'ancien 10e arrondissement de Paris et mort le 24 avril 1880 à Paris 17e, est un journaliste, romancier et auteur dramatique français.

## Biographie
Fournier débuta dans la carrière des lettres, à l’âge de vingt-deux ans, par deux pièces : les Secrets de Cour et la Poupée. Depuis il a donné un grand nombre de comédies, de vaudevilles et de drames, le plus souvent en collaboration, quelques romans et des articles dans plusieurs revues, notamment dans la Revue britannique.
Examinateur au Théâtre-Français et au Théâtre du Vaudeville, Narcisse Fournier a également traduit de l’anglais et de l’allemand.
Il est inhumé au cimetière du Montparnasse.

## Œuvres
Théâtre
- La Vieille fille et la Jeune Veuve, comédie en 1 acte et en vers, avec Auguste Arnould, Paris, Théâtre de l'Odéon, 23 février 1829
- La Sœur cadette, comédie en 1 acte, en vers, avec Auguste Arnould, Paris, Théâtre de l'Odéon, 22 février 1830
- Les Secrets de cour, comédie anecdotique en 1 acte et en prose, avec Auguste Arnould, Paris, Théâtre de l'Odéon, 31 mars 1831
- La Poupée, ou l'Écolier en bonne fortune, comédie mêlée de couplets, avec Auguste Arnould, Paris, Théâtre du Vaudeville, 11 juin 1831
- L'Homme au masque de fer, drame en 5 parties et en prose, avec Auguste Arnould, Paris, Théâtre de l'Odéon, 3 août 1831
- Un mariage corse, comédie-vaudeville en 1 acte, avec Lockroy et Auguste Arnould, Paris, Théâtre de la Porte-Saint-Martin, 26 mai 1832
- La Rente viagère, comédie-vaudeville en 1 acte, avec Auguste Arnould, Paris, Théâtre du Gymnase-Dramatique, 29 septembre 1832
- Un mariage à rompre, comédie-vaudeville en 1 acte, avec Auguste Arnould, Paris, Théâtre du Gymnase, 1er avril 1834
- L'Interprète, comédie-vaudeville en 1 acte, avec Auguste Arnould, Paris, Théâtre du Gymnase-Dramatique, 7 juin 1834
- La Femme qu'on n'aime plus, comédie-vaudeville en 1 acte, avec Eugène Scribe, Paris, Théâtre du Gymnase-Dramatique, 27 décembre 1834
- Une présentation, ou le Comte de Saint-Germain, comédie en 3 actes et en prose, avec Alphonse-François Dercy, Paris, Théâtre-Français, 1er juin 1835
- Une loi anglaise, comédie-vaudeville en 2 actes, avec Thomas Terrier, Paris, Théâtre du Gymnase-Dramatique, 21 novembre 1835
- L'Homéopathie, comédie-vaudeville en 1 acte, avec Edmond Desnoyers de Biéville, Paris, Théâtre du Gymnase-Dramatique, 13 octobre 1836
- Un cœur de mère, ou les Rivales, comédie-vaudeville en 2 actes, avec Uzanne, Paris, Théâtre du Gymnase-Dramatique, 5 novembre 1836
- Huit ans de plus, drame en 3 actes, avec Auguste Arnould, Paris, Théâtre de la Gaîté, 13 février 1837
- Un grand orateur, comédie en 1 acte, mêlée de couplets, avec Emmanuel Arago, Paris, Théâtre du Vaudeville, 18 mars 1837
- Les Suites d'une faute, drame en 5 actes, en prose, avec Auguste Arnould, Paris, Théâtre de l'Odéon, 17 avril 1838
- Claude Stocq, drame en 4 actes, précédé d'un prologue, avec Auguste Arnould, Paris, Théâtre de la Porte Saint-Martin, 11 janvier 1839
- Marguerite d'Yorck, mélodrame historique en 3 actes, avec un prologue, avec Olivier Dessarsin, Paris, Théâtre de la Gaîté, 23 mai 1839
- L'Ombre d'un amant, comédie-vaudeville en 1 acte, avec Clairville, Paris, Théâtre du Gymnase-Dramatique, 19 octobre 1839
- Un secret, drame en 3 actes, mêlé de couplets, avec Auguste Arnould, Paris, Théâtre du Vaudeville, 14 mars 1840
- Les Merluchons, ou Après deux cents ans[3], comédie-vaudeville en un acte, avec Emmanuel Théaulon et Stéphen Arnoult, Paris, Théâtre du Gymnase-Dramatique, 4 mai 1840
- Les Souvenirs de la marquise de V***, comédie en 1 acte, Paris, Théâtre-Français, 3 juillet 1840
- Un roman intime, ou les Lettres du mari, comédie en un acte, Paris, Théâtre du Gymnase-Dramatique, 3 novembre 1840
- La Fête des fous, drame en 5 actes, avec Auguste Arnould, Paris, Théâtre de la Renaissance, 6 février 1841
- Tiridate, ou Comédie et tragédie, comédie-vaudeville en 1 acte, Paris, Théâtre du Gymnase-Dramatique, 15 avril 1841
- Van Bruck, rentier, comédie-vaudeville en 2 actes, avec Alexis Decomberousse, Paris, Théâtre du Gymnase-Dramatique, 31 juillet 1841
- Caliste, ou le Geôlier, comédie-vaudeville en 1 acte, par avec Louis Lurine, Paris, Théâtre du Gymnase-Dramatique, 30 octobre 1841
- Céline, ou la Famille de l'absent, comédie-vaudeville en 2 actes, Paris, Théâtre du Gymnase-Dramatique, 7 septembre 1842
- Davis, ou le Bonheur d'être fou, comédie-vaudeville en 2 actes, Paris, Théâtre du Gymnase-Dramatique, 11 novembre 1842
- La Belle-Amélie, ou Un roman maritime, comédie-vaudeville en 1 acte, Paris, Théâtre du Gymnase-Dramatique, 26 novembre 1842
- Mademoiselle de Bois-Robert, ou les Deux garde-chasses, comédie-vaudeville en 2 actes, Paris, Théâtre du Gymnase-Dramatique, 13 janvier 1843
- Le Menuet de la reine, comédie-vaudeville en 2 actes, Paris, Théâtre du Gymnase-Dramatique, 27 janvier 1843
- Jacquart, ou le Métier à la Jacquart, comédie en 2 actes, mêlée de chant, Paris, Théâtre du Gymnase-Dramatique, 24 avril 1843
- Les Deux Sœurs, ou le Mentor, comédie en 1 acte, mêlée de couplets, Paris, Théâtre du Gymnase-Dramatique, 1er juillet 1843
- Un jour d'orage, comédie en 1 acte, Paris, Théâtre du Gymnase-Dramatique, 10 septembre 1843
- Madame veuve Boudenois, comédie-vaudeville en 2 actes, Paris, Théâtre du Gymnase-Dramatique, 8 janvier 1844
- Alberta Ire, comédie-vaudeville en 2 actes, Paris, Théâtre du Gymnase-Dramatique, 6 avril 1844
- Amina, ou le Turc moderne, comédie-vaudeville en 1 acte, Paris, Théâtre du Gymnase-Dramatique, 16 mars 1845
- Dame et Grisette, comédie-vaudeville en 1 acte, Paris, Théâtre du Gymnase-Dramatique, 21 juin 1845
- Le Droit d'aînesse, comédie-vaudeville en 1 acte, avec Augsute Arnould, Paris, Théâtre du Gymnase-Dramatique, 28 octobre 1845
- Les Ennemis, comédie-vaudeville en 1 acte, avec Robert-Alphonse Gautier, Paris, Théâtre du Gymnase-Dramatique, 30 avril 1846
- Simplice, ou le Collégien en vacances, vaudeville en un acte, avec Jules de Prémaray, Paris, Théâtre du Gymnase-Dramatique, 22 novembre 1846
- Un troisième larron, comédie-vaudeville en 1 acte, avec Lubize, Paris, Théâtre du Gymnase-Dramatique, 15 mai 1847
- Le Jeune Père, comédie-vaudeville en 2 actes, avec Robert-Alphonse Gautier, Paris, Théâtre du Gymnase-Dramatique, 16 juin 1847
- 1848 au Temple, revue, avec François Llaunet
- La Femme blasée, comédie-vaudeville en 1 acte, avec Edmond Desnoyers de Biéville, Paris, Théâtre du Gymnase-Dramatique, 8 mars 1848
- Éric, ou le Fantôme, drame en 3 actes, avec Edmond Desnoyers de Biéville, Paris, Théâtre de la Gaîté, 23 mai 1848
- Jeanne Mathieu, ou Être aimé pour soi-même, comédie-vaudeville en 1 acte, Paris, Théâtre du Gymnase-Dramatique, 28 août 1848
- Élevés ensemble, comédie-vaudeville en 1 acte, avec Charles Potier, Paris, Théâtre du Gymnase-Dramatique, 4 décembre 1848
- Tout chemin mène à Rome, comédie-vaudeville en 1 acte, Paris, Théâtre du Gymnase-Dramatique, 31 décembre 1848
- L'Épouvantail, comédie-vaudeville en 1 acte, avec Robert-Alphonse Gautier, Paris, Théâtre du Gymnase-Dramatique, 23 septembre 1849
- Bonaparte en Égypte, pièce militaire en 5 actes et 18 tableaux, avec Fabrice Labrousse, Paris, Théâtre national, 25 décembre 1851
- Un mari qui n'a rien à faire, comédie-vaudeville en 1 acte, avec Laurencin, Paris, Théâtre du Gymnase, 15 novembre 1852
- Faute de mieux, comédie-vaudeville en 1 acte, Paris, Théâtre des Folies-Dramatiques, 3 mai 1853
- Les Diamants de Madame, comédie-vaudeville en 1 acte, avec Robert-Alphonse Gautier, Paris, Théâtre du Gymnase-Dramatique, 27 juillet 1853
- La Partie de piquet, comédie-vaudeville en 1 acte, avec Henri Horace Meyer, Paris, Théâtre du Gymnase-Dramatique, 5 février 1854
- Les Amoureux de ma femme, comédie-vaudeville en 1 acte, avec Laurencin, Paris, Théâtre du Gymnase-Dramatique, 1er juillet 1854
- Harry-le-Diable, drame historique en 3 actes, avec Henri Horace Meyer, Paris, Théâtre de l'Ambigu-Comique, 8 juillet 1854
- Le Parrain de Jeannette, vaudeville en 3 actes, avec Laurencin, Paris, Théâtre des Folies-Dramatiques, 20 janvier 1855
- Jocelin le garde-côte, drame en 5 actes, avec Henri Horace Meyer, Paris, Théâtre de l'Ambigu-Comique, 27 avril 1855
- Penicaut le somnambule, comédie-vaudeville en 1 acte, avec Henri Horace Meyer, Paris, Théâtre du Vaudeville, 4 novembre 1855
- Madame André, comédie en 1 acte, avec Laurencin, Paris, Théâtre du Gymnase, 2 août 1855
- Le Mal de la peur, comédie-vaudeville en 1 acte, avec Henri Horace Meyer, Paris, Théâtre du Gymnase-Dramatique, 30 décembre 1855
- Les Absences de Monsieur, comédie-vaudeville en 1 acte, avec Laurencin, Paris, Théâtre du Vaudeville, 16 août 1856
- Les Ruines du Château noir, drame en 9 tableaux, dont un prologue, avec Henri Horace Meyer, Paris, Théâtre du Gymnase-Dramatique, 27 août 1857
- M. Candaule, ou le Roi des maris, comédie-vaudeville en 1 acte, avec Henri Horace Meyer, Paris, Théâtre du Gymnase-Dramatique, 2 août 1858
- On n'est trahi que par les siens, vaudeville en 1 acte, avec Élie Frébault, Paris, Théâtre des Folies-Dramatiques, 30 avril 1859
- Les Turlutaines de Françoise, avec Varin et Laurencin, Paris, Théâtre du Palais-Royal, 9 septembre 1859
- Une voix du ciel, comédie en 1 acte, avec Henri Horace Meyer, Paris, Théâtre du Gymnase-Dramatique, 17 mars 1860
- Les Traboucayres, ou les Chauffeurs de la montagne, drame en 5 actes et 9 tableaux, avec Henri Horace Meyer, Paris, Théâtre Beaumarchais, 9 février 1861
- La Vie indépendante, comédie en 4 actes, en prose, avec Robert-Alphonse Gautier, Paris, Théâtre du Gymnase, 17 juin 1861
- Chassé-croisé, comédie en 1 acte, Paris, Théâtre du Gymnase-Dramatique, 29 novembre 1861
- Le Portefeuille rouge, drame en 5 actes avec un prologue, avec Henri Horace Meyer, Paris, Théâtre Beaumarchais, 16 février 1862
- Le Père Lefeutre, comédie-vaudeville en 4 actes, avec Henri Horace Meyer, Paris, Théâtre des Folies-Dramatiques, 18 mars 1863
- La Fille de Dancourt, comédie en 1 acte en vers, avec Henri Bonhomme, Paris, Théâtre de l'Odéon, 5 septembre 1863
- Le Supplice de Paniquet, comédie en 1 acte, avec Henri Horace Meyer et Gustave Bondon, Paris, Théâtre du Gymnase, 8 juillet 1865
- Mademoiselle Sylvia, opéra-comique en 1 acte, musique de Samuel David, Paris, Théâtre de l'Opéra-Comique, 17 avril 1868
- Mon premier ! comédie en 1 acte, en prose, avec Gustave Bondon, Paris, Théâtre du Gymnase, 3 juin 1869
- Ma collection ! comédie en 1 acte, Paris, Théâtre du Gymnase-Dramatique, 20 juin 1873

Romans
- Struensée, ou la Reine et le Favori, histoire danoise de 1769, avec Auguste Arnould, 2 vol., 1833
- Alexis Petrowitch (histoire russe de 1715 à 1718), avec Auguste Arnould, 2 vol., 1835
- Histoire d'un espion politique sous la Révolution, le Consulat et l'Empire, 4 vol. 1846-1851

## Distinctions
- Chevalier de la Légion d'Honneur (décret du 13 août 1866)[4].

## Source
- Société bibliographique, Revue bibliographique universelle, 2e série, t. 11, Paris, Aux bureaux du Polybiblion, 1880, p. 546